# لويس دي غاريدو
لويس دي غاريدو (بالإسبانية: Luis de Garrido) هو مهندس معماري إسباني، ولد في 13 نوفمبر 1967.